# Constantin Cantemir
Pour les articles homonymes, voir Cantemir.
Pour les autres membres de la famille, voir Famille Cantemir.
Constantin Cantemir est prince de Moldavie durant huit ans, 1685 à 1693. 
La monarchie est élective dans les principautés roumaines de Moldavie et de Valachie, comme en Transylvanie et en Pologne voisines. Le souverain (voïvode, hospodar ou domnitor selon les époques et les sources) est élu par (et souvent parmi) les boyards, puis agréé par les Ottomans : pour être nommé, régner et se maintenir, il s'appuie sur les partis de boyards et fréquemment sur les puissances voisines, habsbourgeoise, polonaise, russe et surtout turque, car jusqu'en 1859 les deux principautés sont vassales et tributaires de la « Sublime Porte ».

## Biographie
Fils du boyard Tudor Cantemir, né vers 1630, Constantin servit dans l'armée moldave, alliée des |Ottomans lors de l'expédition de Mehmed IV contre la Pologne, se distingue à la bataille de Hotin en 1673, et est chargé de la défense de la frontière moldave le long du Dniestr. Cantemir occupait ce poste lorsque Dumitrascu Cantacuzino, prince régnant de Moldavie, jaloux de lui, le dénonça comme traître au séraskier Suleiman. Constantin prouve sa loyauté et c'est son accusateur qui est chassé du trône moldave en mai 1685. Constantin le remplace jusqu'à sa mort le 24 mars 1693. Il gouverne avec prudence et conclut un traité secret de non-agression avec l'Autriche à Sibiu en 1690. 
De ses deux unions avec Anastasia Ghica et Ana Bantos, il a plusieurs enfants dont :
- Antioch Cantemir, prince de Moldavie, mort en 1726.
- Dimitrie Cantemir, prince de Moldavie.
- Elisabeta, épouse de Mihai Racoviță, prince de Moldavie.

## Sources
Cet article comprend des extraits du Dictionnaire Bouillet. Il est possible de supprimer cette indication, si le texte reflète le savoir actuel sur ce thème, si les sources sont citées, s'il satisfait aux exigences linguistiques actuelles et s'il ne contient pas de propos qui vont à l'encontre des règles de neutralité de Wikipédia.
- Alexandru Dimitrie Xenopol Histoire des Roumains de la Dacie trajane : Depuis les origines jusqu'à l'union des principautés. E Leroux Paris (1896)
- Nicolas Iorga Histoire des Roumains et de la romanité orientale. (1920)
- (ro) Constantin C. Giurescu & Dinu C. Giurescu, Istoria Românilor Volume III (depuis 1606), Editura Ştiinţifică şi Enciclopedică, Bucureşti, 1977.
- Mihail Dimitri Sturdza, Dictionnaire historique et généalogique des grandes familles de Grèce, d'Albanie et de Constantinople, M.-D. Sturdza, Paris, chez l'auteur, 1983 (ASIN B0000EA1ET).
- Jean-Michel Cantacuzène, Mille ans dans les Balkans, Éditions Christian, Paris, 1992.  (ISBN 2-86496-054-0)
- Gilles Veinstein, Les Ottomans et la mort (1996)  (ISBN 9004105050).
- Joëlle Dalegre Grecs et Ottomans 1453-1923. De la chute de Constantinople à la fin de l’Empire Ottoman, L’Harmattan Paris (2002)   (ISBN 2747521621).
- Jean Nouzille La Moldavie, Histoire tragique d'une région européenne, Ed. Bieler (2004),  (ISBN 2-9520012-1-9).
- Traian Sandu, Histoire de la Roumanie, Perrin (2008).

## Note
1. ↑  Le candidat au trône devait ensuite "amortir ses investissements" par sa part sur les taxes et impôts, verser en outre le tribut aux Ottomans, payer ses mercenaires et s'enrichir néanmoins. Pour cela, un règne d'au moins six à huit mois était nécessaire, mais la "concurrence" était rude, certains princes ne parvenaient pas à se maintenir assez longtemps sur le trône, et devaient ré-essayer. Cela explique la brièveté de beaucoup de règnes, les règnes interrompus et repris, et parfois les règnes à plusieurs (co-princes). Celui qui ne parvenait pas à rembourser ses "investisseurs" et à verser le tribut dû, risquait sa vie, mais l'enjeu était si fructueux, que les candidats ne manquèrent jamais. Quant au gouvernement, il était assuré par le Mare Vornic (premier ministre), ses ministres (spatar-armée, vistiernic-finances, paharnic-économie, "postelnic"-justice, logofat-intérieur... approximativement) et par le Sfat domnesc (conseil des boyards).
Concernant le tribut aux Turcs, la vassalité des principautés roumaines envers l'Empire ottoman ne signifie pas, comme le montrent par erreur beaucoup de cartes historiques, qu'elles soient devenues des provinces turques et des pays musulmans. Seuls certains petits territoires moldaves et valaques sont devenus ottomans : en 1422 la Dobrogée au sud des bouches du Danube, en 1484 la Bessarabie alors dénommée Boudjak, au nord des bouches du Danube (ce nom ne désignait alors que les rives du Danube et de la mer Noire), en 1538 les rayas de Brăila alors dénommée Ibrahil et de Tighina alors dénommée Bender, et en 1713 la raya de Hotin. Le reste des principautés de Valachie et Moldavie (y compris la Moldavie entre Dniestr et Prut qui sera appelée Bessarabie en 1812, lors de l'annexion russe) ont conservé leurs propres lois, leur religion orthodoxe, leurs boyards, princes, ministres, armées et autonomie politique (au point de se dresser plus d'une fois contre le Sultan ottoman). Les erreurs cartographiques et historiques sont dues à l'ignorance ou à des simplifications réductrices. Voir Gilles Veinstein et Mihnea Berindei : L'Empire ottoman et les pays roumains, EHESS, Paris, 1987.